# 陈立 (1968年)
陈立（1968年6月—），中华人民共和国外交官，曾任中华人民共和国驻芬兰共和国特命全权大使、外交部外事管理司司长，现任中华人民共和国驻纽约总领事。

## 生平
1990年，进入中华人民共和国外交部工作，先后在外交部苏欧司、驻南联盟大使馆、驻斯洛文尼亚大使馆、外交部欧亚司、外交部办公厅应急领导小组办公室任职。2005年，任驻英国大使馆参赞。2006年，任驻克罗地亚大使馆参赞。2008年，任外交部欧洲司参赞。2010年，升任外交部欧洲司副司长。2013年，任中央外事工作领导小组办公室外事管理局副局长。2014年，升任局长。2016年11月，出任中华人民共和国驻芬兰大使。2022年3月，自驻芬兰大使离任。5月，任外交部外事管理司司长。2024年10月，卸任司长一职，出任中华人民共和国驻纽约总领事。

## 家庭
已婚，有一女。